# Pernå
Pernå trong tiếng Thụy Điển) hoặc Pernaja (/ˈpernaja/ ở tiếng Phần Lan là một đô thị của Phần Lan.
Đô thị này tọa lạc tại tỉnh Nam Phần Lan trong Đông Uusimaa Vùng. Đô thị này có dân số 3.925 (thời điểm 31 tháng 12 năm 2005) với diện tích là 425,39 km² trong đó có 7,04 km² là diện tích mặt nước. Mật độ dân số là 9.3 người trên mỗi km².
Đô thị này sử dụng hai ngôn ngữ, với đa số nói tiếng Thụy Điển Phần Lan và thiểu số dùng tiếng Phần Lan.
Pernå là đô thị cổ nhất ở vùng Đông Uusimaa. Các đô thị hiện nay gồm Lapinjärvi Liljendal và Loviisa đã từng thuộc đô thị nàyt. Mikael Agricola sinh ra ở Pernå đầu thế kỷ 16.